# Nhóm ngôn ngữ Bantu
Nhóm ngôn ngữ Bantu (/ˈbæntuː/), chính xác hơn là nhóm ngôn ngữ Bantu Hẹp (ngược lại với "Bantu Rộng", một nhóm phân loại lỏng lẻo bao gồm cả những ngôn ngữ Bantoid khác), là một nhánh chính của ngữ hệ Niger–Congo. Có khoảng 250 ngôn ngữ Bantu theo tiêu chuẩn về độ thông hiểu lẫn nhau, dù sự tách biệt giữa ngôn ngữ và phương ngữ vẫn chưa rõ ràng, và Ethnologue cho rằng có đến tận 535 ngôn ngữ. Những ngôn ngữ Bantu được nói tại khu vực Trung Phi, Đông Nam Phi, và Nam Phi.
Ngôn ngữ Bantu với tổng lượng người nói lớn nhất là tiếng Swahili; tuy nhiên, đa phần người nói xem nó là một ngôn ngữ thứ hai. Có hơn 100 triệu người nói tiếng Swahili như L2 (ngôn ngữ thứ hai), nhưng chỉ có khoảng 2 đến 15 triệu người bản ngữ.
Theo Ethnologue, tiếng Shona được nói rộng rãi nhất như ngôn ngữ thứ nhất, với 10,8 triệu người nói (hay 14,2 triệu nếu tính cả Manyika và Ndau), đứng thứ hai là tiếng Zulu, với 10,3 triệu. Ethnologue chia tách Kinyarwanda và Kirundi như hai ngôn ngữ tách biệt, nhưng nếu gộp chung, chúng có 12,4 triệu người nói.
Ước tính số người nói rất biến thiên, do cả sự thống kê thiếu chính xác tại hầu hết các nước đang phát triển và những khó khăn trong việc xác định chính xác ranh giới của một ngôn ngữ, đặc biệt khi có sự hiện diện của dãy phương ngữ.